# Championnat de Nouvelle-Zélande de football 2022
Navigation
Édition précédente Édition suivante
La saison 2022 du Championnat de Nouvelle-Zélande de football est la 54e édition du championnat de première division en Nouvelle-Zélande, et la deuxième de la New Zealand National League.
La formule en vigueur depuis 2004, basée sur un système de franchises, est remplacée par un championnat s'appuyant désormais sur des clubs, et se déroulant en deux phases. Cette réforme a pour but de donner un maximum de compétition et de temps de jeu aux jeunes joueurs nationaux (la saison totalisera 403 matchs, contre 59 lors de la dernière édition du précédent système ; chaque équipe ne pourra aligner au maximum que quatre joueurs étrangers, plus un d'une nationalité de la confédération océanienne, et deux joueurs de 20 ans ou moins doivent obligatoirement figurer dans le onze de départ de chaque équipe), et de pérenniser financièrement la compétition.

## Format de la compétition

### Format théorique
Le calendrier est aligné sur l'année civile. Une première phase, se déroulant de mars à septembre, réunit 32 équipes, réparties en trois ligues régionales : Nord (Northern League, 12 clubs), Centre (Central League, 10 clubs) et Sud (Southern League, 10 clubs). Les équipes s'affrontent deux fois, en match aller et retour. Les derniers de chaque ligue, ainsi que l'avant dernier de la ligue du Nord, sont relégués à l'échelon inférieur.
Les 10 meilleures équipes (4 pour la Northern League, 3 plus Wellington Phoenix Reserve pour la Central League et 2 pour la Southern League) participent ensuite à la National League Championship, qui se déroule entre septembre et décembre. Elles s'affrontent deux fois, en match aller et retour. Les deux équipes finissant en tête du classement participent à la grande finale qui octroiera le titre de champion. Ces deux équipes sont également qualifiées pour la Ligue des champions de l'OFC. Il est prévu que tous les matchs de la phase nationale soient retransmis, soit sur Sky Sport, soit gratuitement en streaming. Le calendrier de la première phase est dévoilé le 3 mars: les matchs se déroulent à partir du 25 mars, jusqu'au 28 août pour les ligues Centrale et Sud, jusqu'au 4 septembre pour la ligue Nord.

### Modifications par rapport à la saison précédente
Le club de Wellington Phoenix Reserve ne débute plus directement en phase nationale, mais intègre la Central League en lieu et place de Lower Hutt City, qui est son club partenaire. Il est toutefois assuré de participer à la National League, quel que soit son classement dans la Central League.
La Southern League passe de 8 à 10 équipes, qui s'affrontent désormais deux fois, comme dans les autres ligues.

## Compétition
Source pour tous les résultats et classements : www.nzfootball.co.nz 

### Phase régionale

#### Northern League

##### Clubs participants
| Nom du club             | Stade                | Ville                      |
| ----------------------- | -------------------- | -------------------------- |
| Auckland City           | Kiwitea Street       | Sandringham (en), Auckland |
| Auckland United         | Keith Hay Park       | Mount Roskill, Auckland    |
| Bay Olympic             | Olympic Park         | New Lynn, Auckland         |
| Birkenhead United       | Shepherds Park       | Birkenhead (en), Auckland  |
| Eastern Suburbs         | Madills Farm         | Kohimarama, Auckland       |
| Hamilton Wanderers      | Porritt Stadium      | Chartwell, Hamilton        |
| Manukau United          | Centre Park          | Mangere, Auckland          |
| Melville United         | Gower Park           | Melville, Hamilton         |
| North Shore United      | Allen Hill Stadium   | Devonport, North Shore     |
| Takapuna                | Taharoto Park        | Takapuna, Auckland         |
| Waiheke United AFC (en) | Onetangi Sports Park | Île Waiheke                |
| Western Springs (en)    | Seddon Fields        | Westmere, Auckland         |

##### Classement
| Rang | Équipe             | Pts | J  | G  | N | P  | Bp | Bc | Diff |
| ---- | ------------------ | --- | -- | -- | - | -- | -- | -- | ---- |
| 1    | Auckland City      | 61  | 22 | 20 | 1 | 1  | 68 | 16 | +52  |
| 2    | Birkenhead United  | 50  | 22 | 16 | 2 | 4  | 56 | 24 | +32  |
| 3    | Auckland United    | 49  | 22 | 15 | 4 | 3  | 60 | 22 | +38  |
| 4    | Melville United    | 45  | 22 | 15 | 0 | 7  | 55 | 22 | +33  |
| 5    | Hamilton Wanderers | 34  | 22 | 10 | 4 | 8  | 46 | 32 | +14  |
| 6    | Western Springs    | 30  | 22 | 8  | 6 | 8  | 44 | 47 | -3   |
| 7    | Manukau United     | 28  | 22 | 9  | 1 | 12 | 36 | 46 | -10  |
| 8    | Bay Olympic        | 23  | 22 | 7  | 2 | 13 | 34 | 46 | -12  |
| 9    | Takapuna           | 21  | 22 | 5  | 6 | 11 | 31 | 43 | -12  |
| 10   | Eastern Suburbs    | 20  | 22 | 5  | 5 | 12 | 24 | 36 | -12  |
| 11   | Waiheke United     | 8   | 22 | 1  | 5 | 16 | 19 | 63 | -44  |
| 12   | North Shore United | 8   | 22 | 2  | 2 | 18 | 18 | 94 | -76  |

|  | Qualification pour la phase finale |
|  | Relégation en RNFL Division 1      |
|  | P : Promu                          |

#### Central League

##### Clubs participants
Le 16 mars, Wairarapa United déclare forfait, en raison de l'impossibilité de remplacer avant le début de la saison son entraineur démissionnaire. L'équipe est remplacée par Wellington United, qui avait échoué en barrages contre Havelock North.
| Nom du club                     | Entraîneur             | Stade                 | Ville                    |
| ------------------------------- | ---------------------- | --------------------- | ------------------------ |
| Havelock North Wanderers (en)   | Chris Greatholder      | Guthrie Park          | Havelock North, Hastings |
| Miramar Rangers                 | Scott Hales            | David Farrington Park | Miramar, Wellington      |
| Napier City Rovers              | Bill Robertson         | Bluewater Stadium     | Napier                   |
| North Wellington (en)           | Davor Tavich           | Alex Moore Park       | Johnsonville, Wellington |
| Petone FC                       | Ryan Edwards           | Memorial Park         | Petone, Lower Hutt       |
| Waterside Karori (en)           | Sam Smith              | Karori Park           | Karori, Wellington       |
| Wellington Olympic              | Rupert Kemeys          | Wakefield Park        | Wellington               |
| Wellington Phoenix Reserve (en) | Chris Greenacre        | Fraser Park           | Lower Hutt               |
| Wellington United               | Guillermo Schiltenwolf | Newton Park           | Wellington               |
| Western Suburbs                 | Mark Atkinson          | Endeavour Park        | Porirua                  |

##### Classement
| Rang | Équipe                     | Pts | J  | G  | N | P  | Bp | Bc | Diff |
| ---- | -------------------------- | --- | -- | -- | - | -- | -- | -- | ---- |
| 1    | Wellington Olympic         | 42  | 17 | 13 | 3 | 1  | 70 | 15 | +55  |
| 2    | Miramar Rangers            | 40  | 17 | 12 | 4 | 1  | 63 | 18 | +45  |
| 3    | Wellington Phoenix Réserve | 33  | 18 | 10 | 3 | 5  | 32 | 17 | +15  |
| 4    | Napier City Rovers         | 28  | 18 | 8  | 4 | 6  | 35 | 28 | +7   |
| 5    | Waterside Karori           | 26  | 18 | 7  | 5 | 6  | 33 | 29 | +4   |
| 6    | Petone FC                  | 19  | 18 | 5  | 4 | 9  | 24 | 39 | -15  |
| 7    | North Wellington           | 18  | 18 | 5  | 3 | 10 | 31 | 44 | -13  |
| 8    | Wellington United          | 18  | 18 | 5  | 3 | 10 | 22 | 40 | -18  |
| 9    | Western Suburbs            | 14  | 18 | 4  | 2 | 12 | 21 | 66 | -45  |
| 10   | Havelock North Wanderers   | 12  | 18 | 3  | 3 | 12 | 21 | 56 | -35  |

|  | Qualification pour la phase finale |
|  | Relégation en Capital Premier      |
|  | P : Promu                          |

#### Southern League

##### Clubs participants
| Nom du club              | Stade                        | Ville                   |
| ------------------------ | ---------------------------- | ----------------------- |
| Cashmere Technical (en)  | Garrick Memorial Park        | Woolston, Christchurch  |
| Christchurch United      | Christchurch Football Centre | Spreydon, Christchurch  |
| Coastal Spirit (en)      | Linfield Park                | Linwood, Christchurch   |
| Dunedin City Royals (en) | Caledonian Ground            | South Dunedin, Dunedin  |
| Ferrymead Bays (en)      | Ferrymead Park               | Ferrymead, Christchurch |
| Green Island (en)        | Sunnyvale Park               | Green Island, Dunedin   |
| Mosgiel (en)             | Memorial Park                | Mosgiel                 |
| Nelson Suburbs (en)      | Saxton Field                 | Nelson                  |
| Nomads United            | Tulett Park                  | Casebrook, Christchurch |
| Selwyn United FC (en)    | Foster Park                  | Rolleston               |

##### Classement
| Rang | Équipe              | Pts | J  | G  | N | P  | Bp | Bc | Diff |
| ---- | ------------------- | --- | -- | -- | - | -- | -- | -- | ---- |
| 1    | Christchurch United | 49  | 18 | 16 | 1 | 1  | 74 | 12 | +62  |
| 2    | Cashmere Technical  | 49  | 18 | 16 | 1 | 1  | 79 | 20 | +59  |
| 3    | Nelson Suburbs      | 33  | 18 | 10 | 3 | 5  | 40 | 35 | +5   |
| 4    | Dunedin City Royals | 31  | 18 | 10 | 1 | 7  | 46 | 35 | +11  |
| 5    | Ferrymead Bays      | 30  | 18 | 9  | 3 | 6  | 37 | 30 | +7   |
| 6    | Coastal Spirit      | 16  | 18 | 3  | 7 | 8  | 34 | 43 | -9   |
| 7    | Nomads United       | 15  | 18 | 4  | 3 | 11 | 28 | 57 | -29  |
| 8    | Green Island        | 13  | 18 | 4  | 1 | 13 | 27 | 61 | -34  |
| 9    | Selwyn United       | 11  | 18 | 2  | 5 | 11 | 27 | 48 | -21  |
| 10   | Mosgiel             | 9   | 18 | 2  | 3 | 13 | 21 | 72 | -51  |

|  | Qualification pour la phase finale             |
|  | Relégation en ODT FootballSouth Premier League |
|  | P : Promu                                      |

### Phase nationale
| Rang | Équipe                     | Pts | J | G | N | P | Bp | Bc | Diff |
| ---- | -------------------------- | --- | - | - | - | - | -- | -- | ---- |
| 1    | Auckland City              | 22  | 9 | 7 | 1 | 1 | 20 | 9  | +11  |
| 2    | Wellington Olympic         | 22  | 9 | 7 | 1 | 1 | 30 | 8  | +22  |
| 3    | Auckland United            | 17  | 9 | 5 | 2 | 2 | 14 | 13 | +1   |
| 4    | Birkenhead United          | 14  | 9 | 4 | 2 | 3 | 19 | 17 | +2   |
| 5    | Melville United            | 13  | 9 | 4 | 1 | 4 | 16 | 18 | -2   |
| 6    | Wellington Phoenix Réserve | 12  | 9 | 3 | 3 | 3 | 16 | 14 | +2   |
| 7    | Cashmere Technical         | 9   | 9 | 3 | 0 | 6 | 17 | 22 | -5   |
| 8    | Christchurch United        | 8   | 9 | 2 | 2 | 5 | 16 | 24 | -8   |
| 9    | Napier City Rovers         | 6   | 9 | 1 | 3 | 5 | 14 | 23 | -9   |
| 10   | Miramar Rangers            | 4   | 9 | 1 | 1 | 7 | 11 | 24 | -13  |

|  | Qualification pour la finale et la Ligue des champions de l'OFC 2023 |

#### Finale
| 4 décembre 2022 | Auckland City | 3-2   | Wellington Olympic | Mount Smart Stadium , Auckland |  |
| heure locale    |               | (2-0) |                    |                                |  |

- Auckland City remporte son neuvième titre de champion et se qualifie pour la Ligue des champions de l'OFC 2023 en compagnie du finaliste Wellington Olympic[10].